# Cry For The Moon
«Cry for the Moon» es el tercer sencillo del álbum de estudio The Phantom Agony, primer disco de la banda neerlandesa de metal sinfónico Epica, lanzado en el año 2004.

## Letra
La letra de la canción, que si bien no es totalmente explícita, es una crítica hacia los sacerdotes católicos que abusan de niños en sus parroquias, y es la cuarta parte de la temática "The Embrace That Smothers", que tratan los peligros de la religión organizada.

## Video
Un video extraído desde el primer DVD de la banda, We Will Take You With Us, superó las 30.000.000 de visitas en YouTube, en sí «Cry For The Moon» no tiene un video oficial.

## Presentaciones en directo
Cry for the Moon es la canción más tocada por Epica, en vivo. Según Mark  esta canción es la que nunca falta en los conciertos porque es la que la audiencia siempre quiere escuchar, En una entrevista hecha en Chile a Mark él indicó:

" (...) Apenas empiezas a tocarlas en vivo siempre notarás después de un tiempo cuáles son las canciones que funcionan mejor en directo, y las que generan mejores reacciones en el público son las que seguiremos presentando en los conciertos. Es por eso que siempre ponemos Cry For The Moon por ejemplo, ¡si las personas de verdad quieren escucharla! Tocamos un show en vivo no para nosotros, sino que es una experiencia para los fans y si la disfrutan, ¡nosotros también la disfrutamos!, por lo que es fundamental tocar los cortes que a ellos les encante oír".Mark, habla sobre los setlist en directo.

## Lista de canciones
1. «Cry for the Moon» (Versión del sencillo) - 3:35
2. «Cry for the Moon» (Versión del álbum) - 6:46
3. «Run for a Fall» (Versión del sencillo) - 4:30
4. «Run for a Fall» (Versión del álbum) - 6:30